# Akpınar (Tufanbeyli)
Akpınar (türkisch für „weiße Quelle“) ist ein Ortsteil (Mahalle) im Landkreis Tufanbeyli der türkischen Provinz Adana mit 233 Einwohnern (Stand: Ende 2024). Im Jahr 2011 hatte der Ort 291 Einwohner.